# Avenida Garmendia
La avenida Garmendia es una arteria vial de la Ciudad Autónoma de Buenos Aires que se caracteriza por separar el Cementerio de la Chacarita del barrio de La Paternal así como la avenida del Campo sobre cuya intersección nacen ambas avenidas. Garmendia se caracteriza por ser una avenida de doble mano. Originalmente en su última cuadra era de una sola mano hacia avenida del Campo pero debido a la elevación de las vías de la Línea San Martín se convirtió en doble mano en todo su recorrido. Su fin se da al 5000 en la avenida Warnes donde entra completamente a la La Paternal con el nombre de Trelles. Debe su nombre a Pedro Garmendia, quien obtuvo la gobernación tucumana en 1840.
- Datos: Q97178777